# Rafał Leszczyński
Rafał V. Leszczyński (auch Raphael; * 1526 in Leszno; † 17. September 1592) war ein einflussreicher polnischer Magnat und Hochadliger aus der Familie Leszczynski, der führend die calvinistische Reformation in Polen unterstützte und wichtige Ämter wahrnahm: Woiwode von Brześć Kujawski (1545–1550), Kastellan von Śrem im Jahr 1580, Starost von Radziejów, Marschall des Sejms. Er war einer der Anführer der Exekutionsbewegung und persönlich der Bewegung der Böhmischen Brüder verbunden.

## Leben und Werk
Seine Eltern waren Jan Leszczyński und Maria de Marcelanges, die Witwe von Jarosław Sokołowski. In seiner Jugend studierte er 1535 bei Valentin Trotzendorf in Złotoryja und bei Christoph Hegendorf.
Früh war er schon Bürgermeister und der Woiwode von Brześć Kujawski (1545–1550) – als Bürgermeister verzichtete 1548 für seinen Sohn Jan. Seine politische Tätigkeit gegen den weiteren Ausbau der königlichen Macht begann um 1548, als er sich gegen die Heirat König Sigismund Augusts mit Barbara Radziwiłłówna aussprach und zu dieser Zeit das Bekenntnis der Böhmischen Brüder annahm (1549). Er wurde ihr eifriger Beschützer und kümmerte sich auch um die nichtreligiöse Erziehung durch die Gründung der Schule in Leszno. Nach seinem Rücktritt als Woiwode (1550) wurde er mehrfach zum Abgeordneten des Sejm gewählt: Mitglied des Sejm von Piotrków von 1552, Sejm von 1558/1559 für die Woiwodschaft Posen und der Woiwodschaft Kalisz. Er war 1562/1563 Abgeordneter von Großpolen im Sejm von Piotrków und 1563/1564 im Sejm von Warschau, 1566 Abgeordneter der Woiwodschaft Kalisz im Sejm von Lublin und 1566 Abgeordneter der Woiwodschaft Posen im Sejm von 1569. Er unterzeichnete das Gesetz über die Union von Lublin im Jahr 1569 und trat für die Eingliederung Litauens in Polen ein. Er bekleidete das Marschallamt des Sejms (1562). 1570 ging er als Gesandter nach Moskau zu Iwan dem Schrecklichen, um Frieden zu schließen. In den Jahren 1578–1580 leitete er die Kronmünze. 1580 wurde er Kastellan von Śrem. Er baute von 1550 bis 1560 sein befestigtes Schloss Gołuchów auf und später gründete er eine Kirche in Gołuchów. Er war Gegner des Adels und des katholischen Klerus und forderte beim Sejm den Entzug von Gütern – er gehörte der politischen Exekutionsbewegung (ruch egzekucyjny) an. Er war einer der herausragendsten Böhmischen Brüder in Großpolen und zeichnete sich durch große politische Fähigkeiten und charakterliche Integrität aus.
Er heiratete Barbara Wolska aus Pidhajzi und nach ihrem Tod Anna Korzbok, Tochter von Henryk Baron von Straburk und Milicz. Er starb 1592 und wurde eventuell in Gołuchów begraben.

## Einzelbelege
1. ↑  Leszczyński, Raphael (1526–1592), Hofdiener – Kaiserhof. Abgerufen am 22. April 2024.

| Personendaten    | Personendaten       |
| ---------------- | ------------------- |
| NAME             | Rafał Leszczyński   |
| ALTERNATIVNAMEN  | Raphael Leszczyński |
| KURZBESCHREIBUNG | polnischer Magnat   |
| GEBURTSDATUM     | 1526                |
| GEBURTSORT       | Leszno              |
| STERBEDATUM      | 17. September 1592  |